# Monomorium balathir
Monomorium balathir är en myrart som beskrevs av Bolton 1987. Monomorium balathir ingår i släktet Monomorium och familjen myror. Inga underarter finns listade i Catalogue of Life.